# Royal Assent
Ein Royal Assent (deutsch: Königliche Zustimmung) ist in Ländern, in denen die britische Krone den Souverän des Landes darstellt, die Zustimmung des Monarchen zu einem vom House of Commons bzw. House of Representatives verabschiedeten Gesetz.

## Hintergrund
Im Vereinigten Königreich wird ein Gesetz durch die Unterzeichnung durch die britische Krone zu einem Gesetz des Parlamentes und erlangt damit zu dem im Gesetz definierten Zeitpunkt Rechtskraft.
In den Commonwealth Realms, in denen die britische Krone ebenfalls das Staatsoberhaupt stellt (zum Beispiel Kanada, Australien und Neuseeland), wird die Unterzeichnung des Gesetzes stellvertretend durch den Generalgouverneur vorgenommen. Der Vorgang heißt aber auch dort Royal Assent.

## Verfahren im Vereinigten Königreich
Es gibt mehrere rechtlich gleichwertige Verfahren, über die Royal Assent erteilt werden kann. Die historisch älteste Möglichkeit liegt darin, dass der Monarch seine Zustimmung persönlich in einer Sitzung des Oberhauses erklärt. Dies geschah letztmals durch Königin Victoria im Jahr 1854. Bereits unter Heinrich VIII. wurde die Alternative geschaffen, dass sich der Monarch durch Lords Commissioners vertreten lassen kann, die in seinem Namen, wiederum vor dem Oberhaus, die Erteilung des Royal Assent verkünden. Dies war jahrhundertelang das übliche Vorgehen. Im Jahr 1967 wurde per Gesetz die Möglichkeit eingeführt, dass der Monarch durch Übersendung eines unterzeichneten Schriftstücks (Letters patent) an die Vorsitzenden (Speakers) der beiden Parlamentskammern Royal Assent erteilt; dies ist heute der Regelfall.
Das Datum des Royal Assent ist das Datum, mit dem später auf das Gesetz Bezug genommen wird. Häufig wird daher bei der Zitierung von Gesetzen hinzugefügt, wann es Royal Assent erhalten hat.
Die Möglichkeit des Monarchen, Royal Assent zu verweigern, besteht nur theoretisch. Es geschah letztmals 1708, weswegen die Erteilung des Royal Assent heute als bloße Formalität und nicht etwa als echte Hürde im Gesetzgebungsverfahren verstanden wird.

## Unterschied zu King’s Consent und Prince’s Consent
Royal Assent ist nicht mit dem sogenannten King’s Consent (Zustimmung des Königs; während der Regentschaft eines weiblichen Monarchen Queen’s Consent) zu verwechseln; trotz der Wortähnlichkeit bestehen erhebliche Unterschiede. Royal Assent schließt das Gesetzgebungsverfahren für ein neues, von Unter- und Oberhaus bereits beschlossenes Gesetz ab, während King’s Consent und Prince’s Consent in einem früheren Verfahrensstadium von Bedeutung sind.

“Consent is a process entirely distinct from Royal Assent. When Bills have been passed by both Houses of Parliament, they await only Royal Assent to be declared Acts of 
Parliament. By contrast, Consent is required before a Bill completes its passage through Parliament, but is required only if the Bill affects the Crown.”

„‚Zustimmung‘ (Consent) ist ein anderer Prozess als ‚Königliche Zustimmung‘ (Royal Assent). Wurden Gesetze von beiden Häusern des Parlaments beschlossen, benötigen sie lediglich 'Königliche Zustimmung', um den Status ‚Parlamentsgesetze‘ zu erlangen. Hingegen ist ‚Zustimmung‘ notwendig, bevor ein Gesetz das Parlament passiert, sofern das Gesetz die Angelegenheiten betrifft, die der Britischen Krone zugeordnet sind.“